# Die Pfeiler der Macht
Die Pfeiler der Macht (A Dangerous Fortune, 1994) ist ein historischer Roman von Ken Follett und handelt vom Aufstieg und Fall des fiktiven Londoner Privatbankhauses Pilaster in der zweiten Hälfte des 19. Jahrhunderts. Dieses wird vom Seniorteilhaber Seth Pilaster geleitet. Dessen Neffe Joseph ist mit der attraktiven, aber intriganten Augusta verheiratet. Beide haben einen gemeinsamen Sohn, Edward. Der Bruder Josephs, Tobias, genannt Toby, hat aus familiärer Sicht den Fehler begangen, sein Kapital aus der Familienbank zu ziehen, um ein eigenes Unternehmen aufzumachen, die Firma Tobias Pilaster & Co. Er gilt seitdem als das schwarze Schaf der Familie Pilaster. Tobias hat einen Sohn, Hugh.

## Prolog
Die Handlung beginnt im Mai 1866. Die Hauptperson, der 13-jährige Hugh Pilaster, ist zu diesem Zeitpunkt noch Schüler an der Windfield School. Hugh und seine gleichaltrigen Freunde Antonio „Tonio“ Silva und Peter Middleton baden trotz Verbots im Teich eines verlassenen Steinbruchs. Das Verhängnis nimmt seinen Lauf, als auch die beiden 16-jährigen Internatsmitschüler Miguel „Micky“ Miranda und Edward Pilaster (Hughs Vetter) an diesem erscheinen. Es kommt zu einem Streit zwischen den beiden Parteien und handgreiflichen Auseinandersetzungen. Aus bis dahin noch ungeklärten Gründen ertrinkt Peter Middleton im Badesee.
Trotz Hughs unausgesprochenem Verdacht, dass sein Vetter Edward den jüngeren Peter ertränkt hat, stellt die untersuchende Kommission abschließend lediglich einen Unfall fest, nicht zuletzt deshalb, weil Micky aussagt, sein Freund Edward habe sogar noch versucht, Peter zu retten. Micky, dessen Vater ein brutaler Großgrundbesitzer in Cordoba ist, erfährt durch diese Aussage die erhoffte Gunst von Edwards attraktiver Mutter Augusta. Er hat es damit geschafft, ein Freund des Pilasterclans zu werden. Obwohl Tonio anscheinend mehr über den Tod des Jungen weiß, verschweigt er aus Angst um seine Familie, die ebenso in Cordoba lebt, was er gesehen hat.
Am gleichen Tag erfährt Hugh eine weitere schlimme Nachricht: sein Vater hat sich als Folge seines Konkurses das Leben genommen. Grund war eine Wirtschaftskrise, in der eine Maklerfirma bankrott machte und viele Banken und Unternehmen mit sich zog, so auch Toby Pilasters Firma.
Parallel hierzu wird die Geschichte des jiddischen Mädchens Maisie Robinson (Miriam Rabinowicz) beschrieben, deren Vater durch die Pleite der Firma Tobias Pilaster & Co. arbeitslos wird und dadurch nicht mehr weiß, wie er seine Familie ernähren soll. Als Folge davon verschwindet Maisies älterer Bruder Danny nach Amerika und sie selbst nach Newcastle.

## Teil I
Sieben Jahre später, im Juni 1873: Micky Miranda, immer noch bester Freund von Edward und seiner Familie, bekommt Besuch von seinem Vater Senor Carlos Xavier Raul Miranda. Dieser will in London zweitausend Gewehre kaufen, um seinen Konkurrenten Delabarca zu überfallen und dessen Salpeterminen zu übernehmen. Sein Sohn Micky, der sich weiterhin von seinem Freund Edward aushalten lässt, soll hier die Beziehungen zum Bankhaus Pilaster spielen lassen und das Waffengeschäft finanziell absegnen lassen. Der Seniorteilhaber Seth Pilaster, der wie die gesamte Familie den Methodisten angehört, wird aus moralischen Gründen jedoch keinen Waffenhandel finanzieren. Auch Augusta ist dieser seit langem ein Dorn im Auge, da sie den obersten Posten der Bank gerne für ihren Ehemann Joseph haben möchte. Hugh, der bei seiner Tante und seinem Onkel lebt, arbeitet inzwischen als kleiner Angestellter im großen Bankhaus mit, wird aber ebenso wie sein verstorbener Vater als Ärgernis angesehen, während Edward und Micky auf großem Fuß leben und sich zumeist in Lokalen und Bordellen aufhalten. Micky erhält großen Druck von Seiten seines Vaters wegen der Finanzierung. Um nicht die Rückreise nach Cordoba antreten zu müssen, ermordet er den Seniorchef Seth Pilaster, wobei ihn Augusta auf frischer Tat ertappt. Augusta, die nun durch weitere Intrigen (unter anderem gegen Josephs homosexuellen Cousin Samuel) ihrem Ehemann Joseph den Posten des Seniorteilhabers sichern kann, deckt Micky. Beide lassen deshalb Seths Tod wie ein natürliches Ableben aussehen.
In der Zwischenzeit lernen sich Hugh und Maisie kennen. Obwohl sie zuerst noch Vorurteile gegen den Sohn des Mannes hat, der auch ihren Vater in die Armut trieb, entstehen mit der Zeit doch Gefühle füreinander. Als Edward Hugh und Maisie intim erwischt und einige anzügliche Kommentare abgibt, geht Hugh auf Edward los und verprügelt ihn. Da seine Tante Augusta nur auf so einen Fehler gewartet hat, kann sie ihren Mann überreden, Hugh nach Amerika zu schicken. Gleichzeitig schafft sie es Maisie einzureden, sich von Hugh fernzuhalten, um dessen Karriere nicht zu schaden. Nach einiger Zeit bemerkt Maisie, dass sie von Hugh geschwängert wurde. Zunächst möchte sie ihn darüber in Kenntnis setzen, bricht ihre Bemühungen aber ab, nachdem sie erfährt, dass Hugh mittlerweile in Amerika ist.

## Teil II
Sechs Jahre später, im Januar 1879, kehrt Hugh als erfolgreicher Bankier der Filiale in Boston nach London zurück. Er hat Maisie seitdem nicht mehr wiedergesehen. Aufgrund seiner nordamerikanischen Verbindungen schlägt er den Teilhabern eine Fusion auf dem amerikanischen Markt mit dem New Yorker Bankhaus Madler & Bell vor (Hugh ist der Protégé von Sidney Madler). Durch dieses Geschäft erhofft sich Hugh endlich eine Teilhaberschaft am Bankhaus Pilaster. Bei einem gemeinsamen Dinner mit seinem ehemaligen Mitschüler Solomon „Solly“ Greenbourne, der gleichzeitig der Sohn des noch viel reicheren jüdischen Bankiers Ben Greenbourne ist, trifft er Maisie wieder. Zu seinem Entsetzen ist sie nun mit Solly verheiratet und hat einen Sohn, Bertie. Hugh jedoch weiß noch immer nicht, dass Bertie eigentlich sein leiblicher Sohn ist.
Micky hat es durch Betrug gegen seinen Vorgänger (und ehemaligen Mitschüler) Tonio unterdessen erreicht, Gesandter seines Landes in London zu werden. Senor Miranda, dessen damaliger Plan gegen seinen Rivalen aufging, wendet sich erneut an Micky, um eine neue Finanzierung in Höhe von 500.000 Pfund zum Bau einer Eisenbahnlinie durchzusetzen. Offiziell, um die Salpetervorkommen schneller in die Hauptstadt Palma liefern zu können. Der eigentliche Grund besteht aber darin, einen Sturm auf die Regierung vorzubereiten und die Macht in Cordoba zu übernehmen. Da Micky für diese riskante Finanzierung Edwards Einfluss auf die Bank benötigt, überredet er Edward, endlich zu heiraten, um diesem damit die Teilhaberschaft zu verschaffen. Hugh, der immer noch in Maisie verliebt ist, lernt zwischenzeitlich Nora Dempster kennen, die er kurzfristig ehelicht. Augusta nutzt die Einfachheit von Nora aus und lässt diese sich auf einem Ball blamieren. Als Folge davon wird nun Hugh die Teilhaberschaft verweigert. Hugh ersucht daraufhin das Bankhaus Greenbourne um eine neue Stelle. Tonio kehrt aus Cordoba zurück. Er will in der Times über die unmenschlichen Zustände in den Salpeterminen von Mickys Vater berichten. Hugh, der noch für das Bankhaus Pilaster arbeitet, sieht seine Pflicht darin, die Teilhaber über den geplanten Artikel und die voraussichtlich abschreckende Wirkung auf die Investoren der Eisenbahnfinanzierung zu informieren. Micky lässt Tonio überfallen, schwer verletzen und stiehlt die Zeugenaussagen, um die Namen seinem Vater mitzuteilen. Der Artikel erscheint nicht mehr, die Zeugen werden ermordet.
Nora wird mit Maisies Hilfe wieder in der Gesellschaft etabliert. Um mit Hughs Weggang zu den Greenbournes nicht die gesamten nordamerikanischen Beziehungen zu verlieren, bietet Joseph Pilaster endlich Hugh die Teilhaberschaft an.
Augusta möchte unterdessen einen Adelstitel für ihren Ehemann erreichen. Als aber Ben Greenbourne als Anwärter im Gespräch ist, veranlasst sie eine antijüdische Kampagne gegen diesen. Daraufhin wird Joseph Pilaster in den Adelsstand erhoben und erhält den Titel „Earl of Whiteheaven“. Als Bens Sohn, Solly Greenbourne, die Hintergründe erfährt, droht er, die Zusammenarbeit der Bankhäuser Greenbourne und Pilaster bezüglich der Eisenbahnfinanzierung platzen zu lassen. Um die Finanzierung der Eisenbahnlinie nicht zu gefährden, stößt Micky Solly vor eine Kutsche, die ihn tödlich verletzt. Maisie wird Witwe, erhält aber keine Unterstützung durch Ben Greenbourne. Dieser erzählt Hugh, dass Bertie nicht sein Enkel ist. Hugh wird nun klar, dass er Berties Vater sein muss.
Aufgrund dieser Tatsache, seiner schlecht verlaufenden Ehe und seiner noch immer fortwährenden Liebe zu Maisie, beschließt Hugh, sich von Nora scheiden zu lassen und Maisie zu heiraten. Doch bevor er diese Entscheidung seiner Ehefrau mitteilen kann, erzählt ihm diese, dass sie schwanger ist. Hugh nimmt daher Abstand von seinem Plan und bleibt weiterhin an der Seite von Nora.

## Teil III
Joseph Pilaster stirbt im September 1890. Hugh würde gerne Seniorpartner der Bank werden. Augusta erreicht, unter der Androhung, das Familienkapital aus der Bank herauszuziehen, diesen Posten wiederum für ihren Sohn Edward. Empört über die künftigen finanziellen Vorhaben der Bank in Cordoba, tritt Hugh (zusammen mit Samuel) von allen Funktionen zum Jahresende zurück. Edward kann nun eine weitere Finanzierung in Höhe von 2.000.000 Pfund für Micky und seines Vaters Umsturzpläne durchsetzen. Nach außen hin dient das Geld für einen Hafenbau. Edward, der von Hugh über Mickys Charakter und seine vermutlichen Verbrechen aufgeklärt wurde, zieht sich von Micky zurück. Um die Finanzierung der Revolution zu sichern, geht Micky mit Edward eine homosexuelle Beziehung ein. Hugh versucht größeren Schaden bei der Finanzierung zu verhindern, indem er durchsetzt, die Anleihen ohne Garantie zum Verkauf anzubieten. Micky kann Edward aber überreden, hinter dem Rücken der Teilhaber einen Garantievertrag aufzusetzen: der darauf folgende Verlust für die Bank beträgt 1.400.000 Pfund. Die Teilhaber setzen Edward ab, Hugh wird neuer Seniorpartner. Nachdem die Revolution der Mirandas in Cordoba begonnen hat und der Wert der Anleihen daraufhin quasi auf Null fällt, bleibt Hugh nur noch zu retten, was noch zu retten ist. Die Mitglieder des Pilasterclans müssen ihr Eigentum veräußern, außerdem wird unter Befürwortung von Ben Greenbourne ein Bankenkonsortium gegründet. In Cordoba verläuft der Bürgerkrieg für die Mirandas unerwartet. Tonios Familie, die Silvas, haben sich auf die Seite von Präsident Garcia gestellt, militärisch entsteht eine Pattsituation. Tonio Silva kehrt wieder nach London zurück und wird offizieller Botschafter. Der nun abgesetzte Micky erschießt Tonio und kann Hugh entkommen. Da Micky nicht bereit ist, den von ihm abhängigen (und zwischenzeitlich an Syphilis erkrankten) Edward auf seiner Flucht nach Cordoba mitzunehmen, erzählt dieser der Polizei von Mickys weiteren Morden an Peter Middleton, Seth Pilaster und Solly Greenbourne. Micky bedient sich deshalb der Hilfe von Augusta, indem er ihr einen Heiratsantrag macht. Nachdem sie ihn in einem Koffer auf ein Schiff geschmuggelt hat, offenbart Micky ihr, dass er sie nicht liebt und ihr den Antrag nur gemacht hat, damit Augusta ihn außer Landes schmuggelt. Als er wieder in sein Kofferversteck klettert, versenkt sie diesen daher zusammen mit Micky im Meer. Maisie und Hugh, der von seiner Frau Nora verlassen wurde, kommen wieder zusammen. Augusta zieht mit ihrem Sohn Edward nach Südfrankreich, wo er im Mai 1892 verstirbt. Ben Greenbourne geht endlich auf Maisie und seinen Stiefenkel Bertie zu, das Bankhaus Pilaster konnte gerettet werden. Der Putschversuch in Cordoba konnte vereitelt werden, die Anleihen steigen wieder.

## Historischer Bezug
Die Personen, die Bankhäuser Pilaster und Greenbourne und viele andere Dinge wurden vom Autor frei erfunden. Jedoch sind die im Buch angesprochenen Vorkommnisse in der Weltwirtschaft wirklich so passiert. Der Zusammenbruch des Bankhauses Overend, Gurney and Company (im Buch als Overend & Gurney bezeichnet), der für den Bankrott und den Tod von Tobias Pilaster verantwortlich ist, bedeutete damals das Aus für über 200 Betriebe und Banken in Großbritannien. Auch der Gründerkrach bzw. die Große Depression, die durch den Konkurs von Jay Cooke & Company ausgelöst wurden, sind wahre geschichtliche Begebenheiten. Auch andere im Buch genannte Bankhäuser wie J. P. Morgan und die Bankiersfamilie Rothschild gab es wirklich.

## Verfilmung
ZDF-Enterprises hat zusammen mit Constantin Television eine Verfilmung des Buches als internationale TV-Produktion durchgeführt. Der Zweiteiler (der erheblich von der Buchvorlage abweicht) wurde am 25. und 27. Januar 2016 erstausgestrahlt, war jedoch schon zwei Tage im Voraus in der Mediathek online abrufbar. Die Regie führte Christian Schwochow.

## Hörbuch
Die Pfeiler der Macht. Lübbe Audio, 6 CDs, zirka 386 Minuten, gelesen von Frank Glaubrecht.